# Benito Juárez, Quintana Roo
Benito Juárez este un municipiu din statul Quintana Roo, din Mexico.
1. 1 2 3 4 5  Institutul național de statistică, geografie și informatică
2. ↑  Institutul național de statistică, geografie și informatică (PDF)
3. ↑  Institutul național de statistică, geografie și informatică
4. ↑   https://micodigopostal.org/quintana-roo/benito-juarez/ Lipsește sau este vid: |title= (ajutor)